# أسيتات الألومنيوم
أسيتات الألومنيوم مركب كيميائي له الصيغة المجملة C6H9AlO6، والصيغة المفصلة
Al(OOCCH3)3، ويكون على شكل مسحوق أبيض. الشكل الشائع منه أسيتات الألومنيوم القاعدية Al(OH)(C2H3O2)2، حيث تدخل مجموعتي أسيتات ومجموعة هيدروكسيد في البنية بجوار ذرة الألومنيوم.

## الخواص
- ينحل مركب أسيتات الألومنيوم بشكل جيد بالماء.
- يتفكك هذا المركب نتيجة التماس مع الهواء.

## التحضير[3]
يحضر من عملية حل معدن الألومنيوم في حمض الخل بوجود 1% من أنهيدريد الأسيتيك ( حمض الخل اللامائي):
بالتالي نحصل على مسحوق أسيتات الالومنيوم بإجراء عملية تصفية (فلترة).
كما تحضر محاليله من عملية حل هيدروكسيد الألومنيوم في كمية موافقة من حمض الخل، حيث نحصل على محلول أسيتات الصوديوم بالإضافة إلى تشكل أسيتات الألومنيوم القاعدية
- ثتائي أسيتات الألومنيوم القاعدية, HOAl(OOCCH3)2
- أحادي أسيتات الألمتيوم القاعدبة, 2(HO)AlOOCCH3

والتي نحصل عليها نتيجة حلمهة أسيتات الألومنيوم.

## الاستخدامات
- كان يستخدم سابقاً لتعقيم الجروح.